# Il bambino che imparò a colorare il buio
Il bambino che imparò a colorare il buio è un romanzo scritto dallo scrittore statunitense Nicholas Sparks e dall'ex atleta olimpionico Billy Mills e pubblicato dall'editore Sperling & Kupfer nel 1990.

## Trama
Il piccolo David appartenente alla tribù Lakota, vive nelle riserve indiane nel South Dakota. 
Perde all'improvviso Emma, l'amata sorella a causa di una malattia, che da tre anni si prendeva cura della famiglia dopo la morte della loro madre.
Le peggiori sciagure sembrano abbattersi sulla propria famiglia, facendo sprofondare David nella tristezza più profonda. Potrà contare soltanto sull'aiuto del proprio padre per ritrovare la serenità perduta. L'uomo dona a David un pezzo di tessuto logoro, accuratamente avvolto come un rotolo di pergamena. Il drappo conteneva una serie di sette disegni raffiguranti Wokahnigapi Oiglake, un percorso di consapevolezza ispirato alle tradizioni indiane.
Inizia così, il viaggio interiore del piccolo David per conoscere il significato dei disegni che, grazie a Tunkasila Paha Sapa (l'Uomo delle colline) riuscirà a rivelare il loro significato trovando così la felicità perduta.

## Edizioni
- Nicholas Sparks, Il bambino che imparò a colorare il buio, traduzione di Maria Luisa Cosmaro, collana Sperling Paperback, Sperling & Kupfer, 2008,  p. 192, ISBN 978-88-6061-594-7.